# Ji Zebiao
Ji Zebiao (né le 3 août 1964) est un athlète chinois, spécialiste du saut à la perche.

## Biographie
Il remporte la médaille d'or du saut à la perche lors des championnats d'Asie 1985, à Djakarta, avec un saut à 5,30 m. Il remporte par ailleurs les Jeux asiatiques de 1986.

### Palmarès
| Date | Compétition         | Lieu     | Résultat | Épreuve          | Performance |
| ---- | ------------------- | -------- | -------- | ---------------- | ----------- |
| 1985 | Championnats d'Asie | Djakarta | 1er      | Saut à la perche | 5,30 m      |
| 1986 | Jeux asiatiques     | Séoul    | 1er      | Saut à la perche | 5,40 m      |

### Records
| Épreuve          | Performance | Lieu   | Date          |
| ---------------- | ----------- | ------ | ------------- |
| Saut à la perche | 5,46 m      | Canton | 11 avril 1984 |